# 冀鍊
冀鍊（1513年—1585年），字純夫，號康川，山東青州府益都縣人，民籍，明朝政治人物。

## 生平
嘉靖十三年（1534年）甲午科山東鄉試第十五名舉人。嘉靖二十三年（1544年）中式甲辰科會試第九十七名，登第三甲第一百二十名進士。历官户部宣府管粮郎中，四十年六月升南京光禄寺少卿，四十二年五月改北光禄寺少卿，四十三年十二月升顺天府府丞，四十四年十月擢巡撫河南右僉都御史，四十五年正月改巡撫宣府，隆慶二年（1568年）三月升兵部右侍郎，三年四月以病乞归。
隆慶六年（1572年）八月起复南京兵部右侍郎，次月改户部右侍郎，以病辞，准在籍养病。万历十三年（1585年）卒。

## 家族
曾祖冀文道；祖父冀琨；父冀九經，教諭。母李氏。具庆下。兄冀鍜。